# El llanto (pel·lícula de 2024)
El llanto és una pel·lícula de terror del 2024, dirigida per Pedro Martín-Calero en la seu opera prima, qui la va coescriure amb Isabel Peña. És protagonitzada per Ester Expósito, Mathilde Ollivier i Malena Villa. Es va estrenar en el Festival Internacional de Cinema de Sant Sebastià el 25 de setembre de 2024, i es va estrenar comercialment en cinemes espanyols el 25 d'octubre de 2024, amb distribució de Universal Pictures España.

## Argument
Andrea és una jove aguaitada per alguna cosa que no pot veure a simple vista. Fa vint anys, a deu mil quilòmetres, la mateixa presència terroritzava a Marie. Camila va ser l'única persona que va poder entendre el que li ocorria, però ningú la va creure. En enfrontar-se a aquesta amenaça opressiva, les tres escolten el mateix so colpidor: un plor.

## Repartiment
- Ester Expósito com Andrea
- Mathilde Ollivier com Marie
- Malena Villa com Camila
- Jose Luis Ferrer com a home de negre
- Claudia Roset com Sara
- Lía Lois com Laura
- Sonia Almarcha com Mercedes
- Tomás del Estal com Gonzalo
- Àlex Monner com Pau
- Lautaro Bettoni com Adolfo
- Blanca Valletbó com Lisbeth
- Guillermina Sorribes com Lisbeth nena

## Producció
Pedro Martín-Calero, qui ja comptava amb experiència en la direcció de curtmetratges, anuncis i videoclips, va anunciar la seva primera pel·lícula al febrer de 2023 amb Isabel Peña com a guionista i amb Ester Expósito, Mathilde Ollivier i Malena Villa com a protagonistes. La cinta s'ha rodat a Madrid, a Buenos Aires i a La Plata, per la qual cosa es tracta d'una coproducció hispano-franco-argentina amb la participació de RTVE, Prime Vídeo i el Canal + francès, a més de la Comunitat Autònoma de Madrid, l'Ajuntament de Madrid, l'ICAA i l’INCAA.

## Llançament i màrqueting
Al juliol de 2024 es va anunciar com una de les pel·lícules competidores per la Conquilla d'Or al Festival Internacional de Cinema de Sant Sebastià, estrenant-se el 25 de setembre del mateix any. També va arribar a la llista del LVII Festival Internacional de Cinema Fantàstic de Catalunya, el 68è Festival de Cinema de Londres i la 69è Setmana Internacional de Cinema de Valladolid. Està previst que s'estreni en cinemes a Espanya el 25 d'octubre de 2024 per Universal Pictures International Spain.

## Recepció
Jonathan Romney de ScreenDaily va escriure que "un fort angle feminista dóna a la pel·lícula una moneda poderosa" "i els tres joves protagonistes són convincents de diferents maneres".
Raquel Hernández Luján de HobbyConsolas ha donat a la pel·lícula 60 punts ('acceptable'), lloant "les actuacions, l'ambient i la feina de direcció" però assenyalant com a principal defecte el guió "que no és clar sobre cap a on va... o almenys com guiar els espectadors fins a la conclusió final".
Andrea G. Bermejo de Cinemanía va valorar la pel·lícula amb 4 estrelles sobre 5, tenint en compte que l'espectador s'ho passarà molt bé amb aquest "horror elevat" que recorda a It Follows "amb una tesi subjacent sobre la violència contra les dones".
Fausto Fernández de Fotogramas va puntuar la pel·lícula amb 3 estrelles sobre 5, elogiant les actuacions de les tres actrius principals com el millor de la pel·lícula mentre esmenta com la pel·lícula té dificultats per començar i captar l'espectador com el pitjor.
Desirée de Fez d’El Periódico de Catalunya va valorar la pel·lícula amb 4 sobre 5 estrelles, considerant-la inusual tant per la seva ambició com a nivell estructural i visual.

## Reconeixements
| Any  | Premi                                                 | Categoria                               | Nominat             | Resultat  | Ref    |
| ---- | ----------------------------------------------------- | --------------------------------------- | ------------------- | --------- | ------ |
| 2024 | 72è Festival Internacional de Cinema de Sant Sebastià | Conquilla d'Or                          | Conquilla d'Or      | Nominat   | [ 16 ] |
| 2024 | 72è Festival Internacional de Cinema de Sant Sebastià | Conquilla de Plata a la millor direcció | Pedro Martín-Calero | Guanyador | [ 16 ] |
| 2025 | XXXIX Premis Goya                                     | Millor director novell                  | Pedro Martín-Calero | Pendent   | [ 17 ] |